# Albert Ehrensvärd den äldre
Albert Carl August Lars Ehrensvärd, född 10 januari 1821 i Björkö församling, Jönköpings län, död 31 januari 1901 i Tosterups församling, Kristianstads län, var en svensk greve, ämbetsman, politiker, utrikesminister 1885–1889, riksdagsledamot i första kammaren 1867–1874 och 1877–1890 samt landshövding i Göteborgs och Bohus län 1864–1885.

## Biografi

### Diplomatbanan
Ehrensvärd blev 1837 student vid Lunds universitet och 1841 filosofie magister med zoologi som huvudämne. Han förordnades 1842 till attaché vid svenska beskickningen i Berlin och 1843 till samma befattning i Paris. 1845 blev han andre sekreterare i Utrikesdepartementet, 1850 legationssekreterare i Sankt Petersburg samt 1852 förste sekreterare och 1855 kabinettssekreterare i Utrikesdepartementet. År 1849 var han kammarherre hos änkedrottning Desideria och år 1856 fick han förtroendet att resa till hertigdömet Nassau. Där skulle han göra upp giftermålskontrakt för hovets räkning mellan Sofia av Nassau och dåvarande hertigen av Östergötland. Resultatet blev ett äktenskap 1857 mellan parterna, vilka senare blev kungaparet Oscar II och Sofia.

### Lantbrukare och landshövding
Den 11 mars 1859 tog Ehrensvärd avsked från utrikesdepartementet och sysselsatte sig fram till 1864 med lantbruk på sin egendom Tosterup. Under denna tid var han ledamot av styrelserna för Skånes Enskilda Bank och av Skånska hypoteksföreningen samt 1862–1864 ordförande i Ystad–Eslöfbanans styrelse, 1862 ordförande i kommittén för ordnande av prästerskapets inkomster samt 1863 vice ordförande i Kristianstads läns landsting. Den 6 maj 1864 utnämndes han till landshövding i Göteborgs och Bohus län, där han särskilt verkade för folkundervisningen och för länets båda huvudnäringar, lantbruket och fisket. Med undantag av 1871 var Ehrensvärd sedan 1864 varje år ordförande i Göteborgs och Bohus läns landsting.

### Riksdagsman
Såsom ledamot av Ridderskapet och adeln bevistade Ehrensvärd riksdagarna 1847–1848, 1853–1854, 1856–1858, 1862–1863 och 1865–1866. Från 1867 var han, med undantag för riksdagarna 1875 och 1876, ledamot av första kammaren såsom representant för Göteborgs stad.
År 1867 var han ordförande i särskilda utskottet för ärenden rörande folkskolan, 1868 ordförande i Bevillningsutskottet och 1873 ordförande i särskilda utskottet för förändrad anordning i vissa delar av rikets elementarläroverk. I en reservation till detta utskotts betänkande föreslog han, att alla pedagogier samt två- eller treklassiga elementarläroverk skulle indragas och ersättas av lägre realskolor eller s. k. borgareskolor.
År 1877 var Ehrensvärd ordförande i särskilda utskottet för försvarsväsendet. Han utnämndes 1876 till ordförande i kommittén för avgivande av förslag till förändrad lagstiftning i fråga om väghållningsbesvärets utgörande på landet. När den första lantmannaministären bildades 1880 med greve Arvid Posse som chef fick Ehrensvärd erbjudandet att ingå i denna men avböjde. Istället fick han uppdraget att vara ordförande i den stora kommittén för organiserandet av landsförsvaret som ministären tillsatte och som utarbetade det förslag vilket presenterades vid 1883 års riksdag. Förslaget föll och med det även den Posseska ministären.

### Ministertiden
Den 25 september 1885 blev Ehrensvärd utrikesminister (tillträdde 26 oktober) efter Carl Fredrik Hochschild som hade fått avgå efter personliga motsättningar med sina ministerkollegor och en avvikande mening i den brännande frågan om en regeringsreform. Under hans tid som utrikesminister var den norska frågan och tullpolitiken i skottgluggen och Themptanderministären fick ta emot kritik för att bedriva en eftergiftspolitik som inte föll de mest ivriga nationella tullskyddsvännerna i smaken. Ehrensvärd fick dock igenom några reformer: vissa ändringar i mellanrikslagen 1887, en ny konsulatsstadga 1886 som tillvaratog handelns intressen. Dock avslogs förslaget om kommersiella attachéer samma år.
Efter att ha fortsatt som utrikesminister under Gillis Bildt lämnade han regeringen den 12 juni 1889 men fortsatte som riksdagsman fram till 1890. Sina sista 12 år tillbringade han som godsherre till Tosterup där han främst sysselsatte sig med sitt bibliotek.

## Landshövdingehusen
Albert Ehrensvärd var den som låg bakom de så kallade landshövdingehusen i Göteborg på 1870-talet, varav beteckningen kommer.

## Utmärkelser

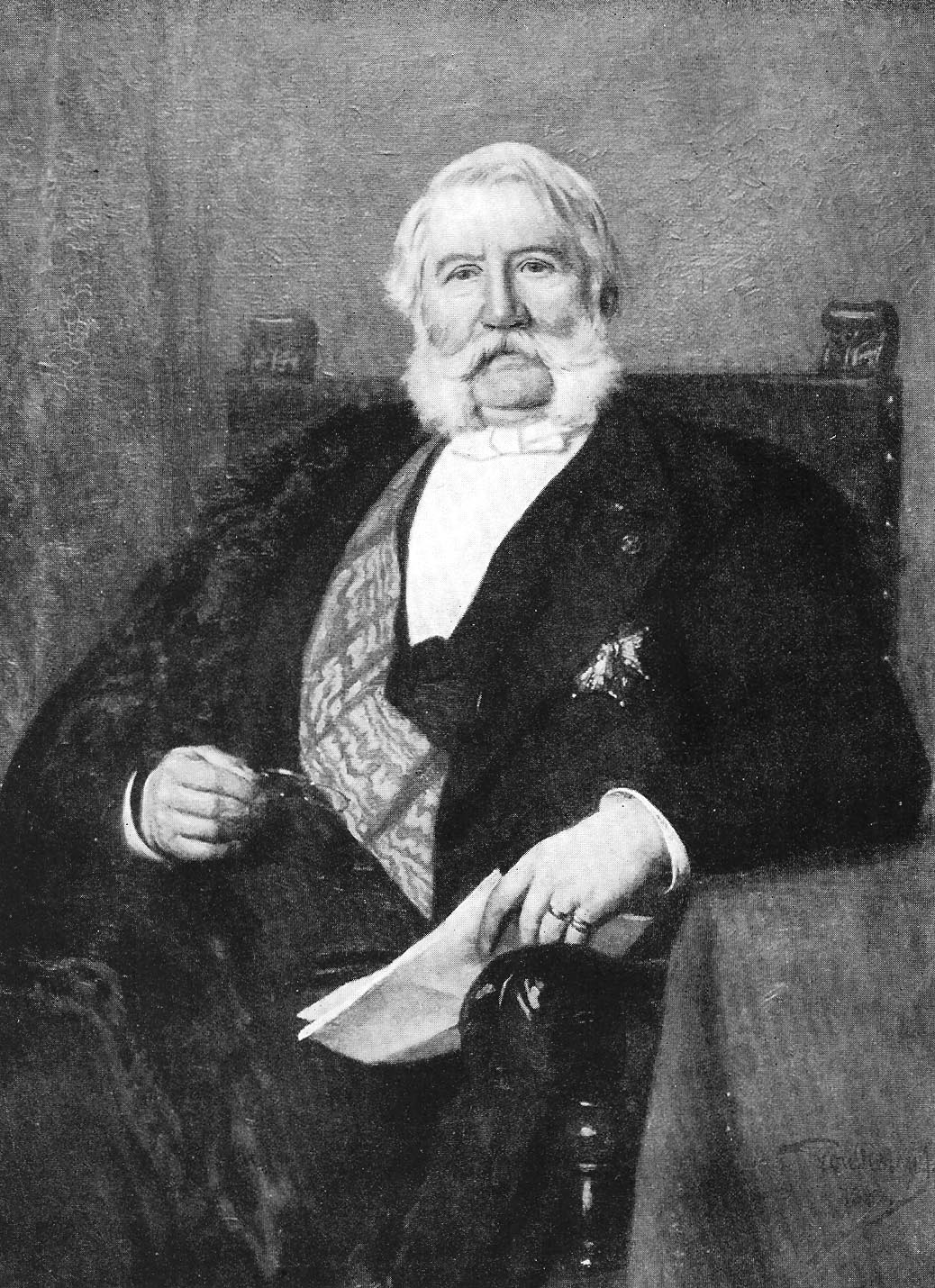
Albert Ehrensvärd.

### Svenska utmärkelser
- Riddare och Kommendör av Kungl. Maj:ts orden (Serafimerorden), 1 december 1885.[7]
- Kommendör med stora korset av Nordstjärneorden, 29 juli 1869.[7]
- Kommendör av Nordstjärneorden, 11 mars 1859.[7]
- Riddare av Nordstjärneorden med briljanter, 1856.[7]
- Kommendör med stora korset av Vasaorden, 2 augusti 1871.[7]
- Ledamot av Kungliga Fysiografiska Sällskapet i Lund, 1864, hedersledamot 1895.[8]
- Ledamot av Kungliga Vetenskaps- och Vitterhetssamhället i Göteborg, 1864, hedersledamot 1871.[8]
- Ledamot Lantbruksakademien, 1865, hedersledamot 1886.[8]
- Hedersledamot av Akademien för de fria konsterna, 1871.[8]
- Ledamot av Vetenskapsakademien, 1886.[8]
- Hedersledamot av Vitterhets-, historie- och antikvitetsakademien, 1888.[8]
- Hushållningssällskapen i Göteborgs och Bohus län (1886) samt i Kristianstads län (1892) och Malmöhus län (1894) kallade honom som hedersledamot.[8]

Han fick 2004 Albert Ehrensvärds Gångväg  vid Nya Allén i stadsdelen Heden uppkallad efter sig.

### Utländska utmärkelser
- Riddare av Danska Dannebrogsorden, 17 augusti 1848.[7]
- Kommendör av Franska Hederslegionen, 24 december 1855.[7]
- Riddare av Norska Sankt Olavs orden, 28 september 1856.[7]
- Riddare av första klass av Preussiska Kronorden, 18 mars 1872.[7]
- Storofficer av Persiska Lejon- och solorden, 1 februari 1859.[7]
- Storkors av Portugisiska Tornet och Svärdets Orden, 1 november 1888.[7]
- Första klass av Siamesiska Kronorden, 1 september 1886.[7]
- Kommendör av första klass av Spanska Karl III:s orden, 13 november 1855.[7]

## Familj
Albert Ehrensvärd den äldre var son till översten, greve Gustaf Ehrensvärd (1787–1860) och Henriette Virginia Adlercreutz (1796–1834). Hans farfar var sjömilitären och konstnären, greve Carl August Ehrensvärd. Han var far till greve Albert Ehrensvärd den yngre.
Ehrensvärd gifte sig 3 oktober 1852 med Ingeborg Hedvig Vogt (1825–1904), dotter till det norska statsrådet Jørgen Herman Vogt och grevinnan Hedvig Lovisa Frölich. Gemensamma barn var Henriette Eleonore Ingeborg (1853–1939); Anna Lovisa Dorotea (1855–1930), gift 30 september 1876 med greve, utrikesminister och riksmarskalk Ludvig Wilhelm August Douglas; Karl August (1858–1944); Gösta Karl Augustin (1860–1903), gift 10 oktober 1892 med Ida Anna Stjernblad (1857–1894); Augustine Sofia Amalia (född 1862); Jörgen Herman Vogt (född 1864) och Johan Jakob Albert (född 1867), gift 11 april 1917 med Marna Münter. Albert Ehrensvärd d.ä. ligger begravd på Tosterups kyrkogård.